# بيترو روتا
بيترو روتا هو لاعب كرة قدم فلبيني، ولد في 6 نوفمبر 1984 في مانيلا في الفلبين. شارك مع منتخب الفلبين لكرة القدم. أما مع النوادي، فقد لعب مع نادي لوغانو.

## وصلات خارجية
- بيترو روتا على موقع قاعدة بيانات كرة القدم.إي يو (الإنجليزية)
- بيترو روتا على موقع ناشيونال فوتبول تيمز (الإنجليزية)
- بيترو روتا على موقع Soccerway.com (الإنجليزية)